# 鸠山镇
鸠山镇，是中华人民共和国河南省禹州市下辖的一个镇，1958年建鸠山公社，1984年改为鸠山乡，2010年10月23日撤乡建镇。许昌市第一高峰大鸿寨山位于该镇境内。

## 行政区划
鸠山镇下辖以下地区：
唐庄村、池沟村、李村、王村、刘家沟村、闵庄村、后沟村、赵庄村、赵沟村、范门村、连庄村、楼院村、楚黄庄村、南寨村、西学村、大潭沟村、官庄窑村、仝庄村、鸠山村、下泉村、薛沟村、天垌村、张家庄村、崔家庄村、焦家庄村、魏井村、老王沟村、官寺村、上官寺村、陈窑村和后地村。